# Lijst van nummer 1-albums in de Billboard 200 in 2012
Onderstaande albums stonden in 2012 op nummer 1 in de Billboard 200, de bekendste Amerikaanse albumlijst.
| Datum        | Artiest            | Titel                                               |
| ------------ | ------------------ | --------------------------------------------------- |
| 7 januari    | Michael Bublé      | Christmas                                           |
| 14 januari   | Adele              | 21                                                  |
| 21 januari   | Adele              | 21                                                  |
| 28 januari   | Adele              | 21                                                  |
| 4 februari   | Adele              | 21                                                  |
| 11 februari  | Adele              | 21                                                  |
| 18 februari  | Adele              | 21                                                  |
| 25 februari  | Adele              | 21                                                  |
| 3 maart      | Adele              | 21                                                  |
| 10 maart     | Adele              | 21                                                  |
| 17 maart     | Adele              | 21                                                  |
| 24 maart     | Bruce Springsteen  | Wrecking ball                                       |
| 31 maart     | One Direction      | Up all night                                        |
| 7 april      | Soundtrack         | The hunger games: Songs from district 12 and beyond |
| 14 april     | Madonna            | MDNA                                                |
| 21 april     | Nicki Minaj        | Pink friday: Roman reloaded                         |
| 28 april     | Lionel Richie      | Tuskegee                                            |
| 5 mei        | Lionel Richie      | Tuskegee                                            |
| 12 mei       | Jack White         | Blunderbuss                                         |
| 19 mei       | Carrie Underwood   | Blown away                                          |
| 26 mei       | Carrie Underwood   | Blown away                                          |
| 2 juni       | Adam Lambert       | Trespassing                                         |
| 9 juni       | John Mayer         | Born and raised                                     |
| 16 juni      | John Mayer         | Born and raised                                     |
| 23 juni      | Adele              | 21                                                  |
| 30 juni      | Usher              | Looking 4 myself                                    |
| 7 juli       | Justin Bieber      | Believe                                             |
| 14 juli      | Linkin Park        | Living things                                       |
| 21 juli      | Chris Brown        | Fortune                                             |
| 28 juli      | Zac Brown Band     | Uncaged                                             |
| 4 augustus   | Nas                | Life is good                                        |
| 11 augustus  | Zac Brown Band     | Uncaged                                             |
| 18 augustus  | Rick Ross          | God forgives, I don't                               |
| 25 augustus  | Diverse artiesten  | Now that's what I call music! 43                    |
| 1 september  | 2 Chainz           | Based on a T.R.U. story                             |
| 8 september  | Trey Songz         | Chapter V                                           |
| 15 september | Toby Mac           | Eye on it                                           |
| 22 september | matchbox Twenty    | North                                               |
| 29 september | Dave Matthews Band | Away from the world                                 |
| 6 oktober    | P!nk               | The truth about love                                |
| 13 oktober   | Mumford & Sons     | Babel                                               |
| 20 oktober   | Mumford & Sons     | Babel                                               |
| 27 oktober   | Mumford & Sons     | Babel                                               |
| 3 november   | Jason Aldean       | Night train                                         |
| 10 november  | Taylor Swift       | Red                                                 |
| 17 november  | Taylor Swift       | Red                                                 |
| 24 november  | Taylor Swift       | Red                                                 |
| 1 december   | One Direction      | Take me home                                        |
| 8 december   | Rihanna            | Unapologetic                                        |
| 15 december  | Alicia Keys        | Girl on fire                                        |
| 22 december  | Taylor Swift       | Red                                                 |
| 29 december  | Taylor Swift       | Red                                                 |

1945 ·
1946 ·
1947 ·
1948 ·
1949 ·
1950 ·
1951 ·
1952 ·
1953 ·
1954 ·
1955 ·
1956 ·
1957 ·
1958 ·
1959 ·
1960 ·
1961 ·
1962 ·
1963 ·
1964 ·
1965 ·
1966 ·
1967 ·
1968 ·
1969 ·
1970 ·
1971 ·
1972 ·
1973 ·
1974 ·
1975 ·
1976 ·
1977 ·
1978 ·
1979 ·
1980 ·
1981 ·
1982 ·
1983 ·
1984 ·
1985 ·
1986 ·
1987 ·
1988 ·
1989 ·
1990 ·
1991 ·
1992 ·
1993 ·
1994 ·
1995 ·
1996 ·
1997 ·
1998 ·
1999 ·
2000 ·
2001 ·
2002 ·
2003 ·
2004 ·
2005 ·
2006 ·
2007 ·
2008 ·
2009 ·
2010 ·
2011 ·
2012 ·
2013 ·
2014 ·
2015 ·
2016 ·
2017 ·
2018 ·
2019
- Nederland
- Nederland (Album Top 40)
- Vlaanderen
- Verenigd Koninkrijk
- Verenigde Staten